# جاك بونوا ميشان
جاك بونوا ميشان (بالفرنسية: Jacques Benoist-Méchin)‏ كاتب وسياسي ذو توجه يميني متطرف ولد ومات في باريس اشتهر كونه مؤرخ وصحافي بارز. تعاون مع فرنسا الفيشية تمت إدانته نتيجة تعاونه مع العدو وحكم عليه بالسجن في عام 1947 أطلق سراحه عام 1954 أصبح مختص في شؤون و تاريخ الوطن العربي في آخر شطر من حياته.

## كتبه
- الملك سعود الشرق في زمن التحولات
- ميلاد مملكة أو ابن سعود
- الملك فيصل

## روابط خارجية
- جاك بونوا ميشان على موقع مونزينجر (الألمانية)